# Gunnar Rosell
Gunnar Rosell, född 10 maj 1928 i Sävsjö, död 26 februari 2003 i Göteborg, var en svensk journalist. Han är känd som en föregångare inom den moderna medicinska journalistiken och fick 1979 Stora journalistpriset för artikelserien Du som dricker och utsågs år 1989 till Årets folkbildare av Föreningen Vetenskap och Folkbildning. 
Gunnar Rosell var "kallad" medlem i Svenska Läkaresällskapet. Han var en av grundarna till föreningen Svenska Medicinjournalister.
Aftonbladet instiftade 1980 Gunnar Rosell-priset som årligen delades ut av sittande socialminister till någon som inom svensk vård som genom patientnära arbete varit banbrytande.
Rosell började sin tidningskarriär på Smålandsbygdens Tidning där han skrev under signaturen Guro. Där blev han bekant med Vilhelm Moberg, en vänskap som bland annat kan följas i en omfattande brevkorrespondens. Här finns t ex bevarade brev som Moberg skrev till Rosell på pastor Karl-Erik Kejnes personliga brevpapper. År 1955 började Gunnar Rosell på Aftonbladet som redaktör för tidningens mellansvenska riksredaktion med placering i Linköping. Efter flytt till Göteborg 1961 arbetade han som redaktionssekreterare på Aftonbladets Göteborgsredaktion. Där var han bland annat värd för Nikita Chrusjtjov, som förevisades hur man med dåtidens moderna teknik kunde överföra tidningssidor för tryck mellan redaktionerna via en så kallad telecopier. Chrusjtjov fick uppfattningen att Rosell var skaparen bakom tekniken och bjöd på stående fot in honom på statsbesök till dåvarande Sovjetunionen. Men innan planerna kunde realiseras hade Chrusjtjov blivit avsatt.   
Från 1968 fram till sin pensionering 1993 arbetade Gunnar Rosell som Aftonbladets medicinska reporter. "Han förenade sina med tiden stora medicinska kunskaper med en kvällstidningsspråk. Han kunde skriva om detta svåra ämne så att människor förstod. Därigenom skapade han en helt ny medicinjournalistik", säger Anders Gerdin, Aftonbladets chefredaktör och mångårig kollega till Gunnar Rosell. Han arbetade även som föreläsare/ lärare på FOJO, "Sveriges enda utbildning exklusivt för yrkesverksamma journalister". Han var också återkommande föreläsare på Nordiska Hälsovårdshögskolan samt höll under många år seminarier på ämnet ”Medicin och Journalistik” ihop med professor Lars Werkö.
Gunnar Rosell skrev också, ihop med författaren Eino Hanski, en svensk TV-serie för SVT som hette Forskaren. Gunnar Rosell var även Sommarpratare i Radio Kronoberg.
Gunnar Rosell gick bort i cancer som spridit sig genom kroppen. Han var lika nyfiken som patient som reporter och lät läkarteamet använda sig av nya behandlingsmetoder som vid den tiden inte vara i allmän praxis. Gunnar Rosell, som även före sin egen sjukdom deltog i Cancerfondens arbete, skrev om sin sjukdom och behandling i fondens tidning.